# K-pop Hot 100
K-pop Hot 100 — музичний чарт (хіт-парад) синглів Південної Кореї, запущений часописом Billboard спільно з Billboard Korea (кор. 빌보드코리아) 25 серпня 2011 року. Це другий азіатський чарт Billboard після Japan Hot 100. Хіт-парад створювався за допомогою такого самого методу, як і US Hot 100, а рейтинг складався на основі даних Hanteo Chart, даних потокового мультимедіа та завантажень з Naver VIBE, а також даних відтворення музики на внутрішньому радіо та телебаченні. Оновлення публікувалися на вебсайті Billboard Korea щовівторка, а наступного ж дня з’являлися на billboard.com.
Сільвіо П'єтролуонго, директор чартів Billboard, назвав запуск «визначною подією», оскільки він «надасть корейському музичному ринку, на нашу думку, найточніший і найактуальний рейтинг пісень Кореї». П’єтролуонго також заявив, що вони «раді розширенню всесвітньо визнаної франшизи чартів Hot 100 від Billboard у цій країні, і з нетерпінням чекають розширення хіт-параду K-pop Hot 100 у найближчому майбутньому за допомогою додаткових даних, а також створення нових [корейських] чартів, які продемонструють широту корейської музики». Через те, що на час запуску чарту на корейському ринку було більш активне розповсюдження цифрової музики порівняно з продажами фізичних альбомів, початкові рейтинги відображали виключно цифрові продажі з основних музичних сайтів, а також завантажень із сайтів мобільних послуг, використовуючи стандартну формулу Billboard. Щотижневі рейтинги одночасно оголошувалися в Сполучених Штатах та Кореї на вебсайті billboard.com у розділі міжнародних чартів billboard.biz, у друкованих виданнях журналу Billboard, а також на вебсайті billboard.co.kr., що належить Billboard Korea. Першою піснею номер один стала «So Cool» жіночої групи Sistar у випуску чарту від 3 вересня 2011 року. Billboard призупинив роботу чарту у Сполучених Штатах після випуску 17 травня 2014 року, але фактично останній опублікований випуск був датований 21 червня. Згодом робота корейської версії також була припинена після випуску 16 липня того ж року.
20 грудня 2017 року Billboard офіційно оголосив про відновлення K-pop Hot 100 та перезапуск сайту Billboard Korea. Рейтинг чартів також був відновлений на billboard.com. Перший випуск відбувся в період з 29 травня до 4 червня 2017 року. Billboard призупинив корейську версію чарту без попередження у 2022 році, після випуску 23 квітня. З 30 квітня американське видання чарту було також припинено. «Love Dive» групи Ive стала останньою піснею, яка посіла перше місце.

## Досягнення артистів

### Артисти з найбільшою кількістю хітів номер один
| Ранг | Артист        | Кількість | Пісні |
| ---- | ------------- | --------- | --- |
| 1    | IU            | 18 пісень | «You & I» «Every End of the Day» «The Red Shoes» «Friday» «Not Spring, Love or Cherry Blossoms» (з High4) «My Old Story» «Love Story» (з Epik High) «SoulMate» (із Зіко) «Bbibbi» «Love Poem» «Blueming» «Eight» (з Шуґою) «Celebrity» «Lilac» «Nakka» (з AKMU) «Strawberry Moon» «Winter Sleep» «Ganadara» (з Джей Паком) |
| 2    | BTS           | 8 пісень  | «DNA» «Fake Love» «Idol» «Boy with Luv» (з Холзі) «On» «Dynamite» «Butter» «Permission to Dance» |
| 3    | Twice         | 6 пісень  | «Signal» «Likey» «Heart Shaker» «What Is Love?» «Dance the Night Away» «Feel Special» |
| 4    | Exo           | 5 пісень  | «Ko Ko Bop» «Power» «Universe» «Tempo» «Love Shot» |
| 5    | Sistar        | 4 пісні   | «So Cool» «Alone» «Loving U» «Give It to Me» |
| 5    | Busker Busker | 4 пісні   | «Tokyo Girl» «Cherry Blossom Ending» «If You Really Love Me» «Love, At First» |
| 5    | K.Will        | 4 пісні   | «Please Don't» «Love Blossom» «You Don't Know Love» «Like a Star» |

### Артисти з найбільшою кількістю тижнів на першому місці (всі пісні)
| Ранг | Артист   | Кількість |
| ---- | -------- | --------- |
| 1    | IU       | 53 тижні  |
| 2    | BTS      | 49 тижнів |
| 3    | Sokodomo | 12 тижнів |
| 3    | Zion.T   | 12 тижнів |
| 3    | Wonstein | 12 тижнів |
| 4    | AKMU     | 10 тижнів |
| 5    | Twice    | 9 тижнів  |

### Артисти з найбільшою кількістю дебютів номер один (всі пісні)
| Ранг | Артист        | Кількість | Пісні                                                                         |
| ---- | ------------- | --------- | ----------------------------------------------------------------------------- |
| 1    | IU            | 5 пісень  | «Every End of the Day» «Friday» «Celebrity» «Lilac» «Ganadara» (з Джей Паком) |
| 2    | Twice         | 4 пісні   | «Heart Shaker» «What Is Love?» «Dance The Night Away» «Feel Special»          |
| 2    | BTS           | 4 пісні   | «Idol» «Boy with Luv» «Butter» «Permission to Dance»                          |
| 3    | Busker Busker | 3 пісні   | «Cherry Blossom Ending» «If You Really Love Me» «Love, at First»              |
| 3    | Hyolyn        | 3 пісні   | «Crazy of You» «One Way Love» «Goodbye»                                       |
| 3    | Exo           | 3 пісні   | «Universe» «Tempo» «Love Shot»                                                |
| 4    | Лі Син Ґі     | 2 пісні   | «Era of Love» «Return»                                                        |
| 4    | Sistar        | 2 пісні   | «Alone» «Loving U»                                                            |
| 4    | K.Will        | 2 пісні   | «Love Blossom» «Like a Star»                                                  |
| 4    | Wanna One     | 2 пісні   | «Boomerang» «Spring Breeze»                                                   |
| 4    | Зіко          | 2 пісні   | «Soulmate» «Any Song»                                                         |
| 4    | Red Velvet    | 2 пісні   | «Power Up» «Umpah Umpah»                                                      |

### Артисти з найбільшою кількістю пісень в першій десятці за один тиждень
| Ранг | Артист        | Країна    | Пісні/ Позиції у чартах | Дата випуску                  | Прим.         |
| ---- | ------------- | --------- | --- | ----------------------------- | ------------- |
| 1    | Wanna One     | 10 пісень | «Beautiful» #1 «Wanna» #2 «Twilight» #3 «Nothing Without You (Intro.)» #4 «Energetic (Prequel Remix)» #5 «To Be One (Outro.)» #6 «Burn It Up (Prequel Remix)» #7 «Wanna Be (My Baby)» #8 «Energetic» #9 «Burn It Up» #10 | 26 листопада 2017             | [ 11 ]        |
| 1    | BTS           | 10 пісень | «Fake Love» #1 «The Truth Untold» #2 «Paradise» #3 «134340» #4 «Love Maze» #5 «Magic Shop» #6 «Anpanman» #7 «Airplane pt.2» #8 «So What» #9 «Intro: Singularity» #10                                                     | 2 червня 2018                 | [ 12 ]        |
| 1    | BTS           | 10 пісень | «Idol» #1 «Euphoria» #2 «I'm Fine» #3 «Answer: Love Myself» #4 «Epiphany» #5 «Trivia: Just Dance» #6 «Trivia: Seesaw» #7 «Trivia: Love» #8 «Serendipity (Full Length Edition)» #9 «Idol» (за участю Нікі Мінаж) #10      | 1 вересня 2018 8 вересня 2018 | [ 13 ] [ 14 ] |
| 1    | Exo           | 10 пісень | «Tempo» #1 «Ooh La La La» #2 «Gravity» #3 «Sign» #4 «24/7» #5 «With You» #6 «Smile On My Face» #7 «Bad Dream» #8 «Oasis» #9 «Damage» #10                                                                                 | 10 листопада 2018             | [ 15 ]        |
| 1    | Wanna One     | 10 пісень | «Spring Breeze» #1 «One's Place» #2 «Flowerbomb» #3 «One Love» #4 «Hide and Seek» #5 «Deeper» #6 «Beautiful (Part II)» #7 «Awake!» #8 «Pine Tree» #9 «Destiny (Intro)» #10                                               | 1 грудня 2018                 | [ 16 ]        |
| 2    | Exo           | 9 пісень  | «Ko Ko Bop» #1 «The Eve» #2 «What U do?» #3 «Walk On Memories» #4 «Forever» #5 «Touch It» #6 «Diamond» #7 «Chill» #8 «Going Crazy» #9                                                                                    | 30 липня 2017                 | [ 17 ]        |
| 2    | BTS           | 9 пісень  | «DNA» #1 «Best Of Me» #2 «Dimple» #3 «Pied Piper» #4 «Go Go» #5 «MIC Drop» #6 «Intro: Serendipity» #7 «Outro: Her» #8 «Skit (Billboard Music Awards Speech)» #9                                                          | 1 жовтня 2017                 | [ 18 ]        |
| 3    | Busker Busker | 8 пісень  | «Love, At First» #1 «Too Much Regret» #2 «Love Is Timing» #3 «Your Lips» #4 «Night» #6 «Cool Girl» #7 «Beautiful Age» #8 «Autumn Night» #9                                                                               | 12 жовтня 2013                | [ 19 ]        |
| 3    | Exo           | 8 пісень  | «Tempo» #1 «Gravity» #3 «Ooh La La La» #4 «24/7» #5 «Sign» #6 «With You» #8 «Smile On My Face« #9 «Oasis» #10 | 17 листопада 2018             | [ 20 ]        |
| 4    | Exo           | 7 пісень  | «Universe» #1 «Been Through» #2 «Stay» #3 «Fall» #4 «Good Night» #5 «Lights Out» #6 «Universe (CD Ver.)» #7 | 6 січня 2018                  | [ 21 ]        |
| 4    | BTS           | 7 пісень  | «Fake Love» #1 «The Truth Untold» #4 «Anpanman» #5 «Airplane pt.2» #6 «Paradise» #7 «Love Maze» #9 «134340» #10 | 9 червня 2018                 | [ 22 ]        |
| 4    | BTS           | 7 пісень  | «Boy With Luv» (за участю Холзі) #1 «Mikrokosmos» #2 «Make It Right» #3 «Home» #4 «Jamais Vu» #5 «Dionysus» #6 «Intro: Persona» #7                                                                                       | 20 квітня 2019 27 квітня 2019 | [ 23 ] [ 24 ] |
| 4    | IU            | 7 пісень  | «Lilac» #1 «Celebrity» #2 «Coin» #4 «Hi Spring Bye» #5 «Flu» #6 «Troll» (за участю DEAN) #9 «My Sea» #10 | 10 квітня 2021                | [ 25 ]        |
| 4    | IU            | 7 пісень  | «Lilac» #1 «Celebrity» #3 «Coin» #4 «Hi Spring Bye» #6 «Flu» #8 «My Sea» #9 «Hold My Hand» #10 | 17 квітня 2021                | [ 26 ]        |
| 5    | Busker Busker | 6 пісень  | «Cherry Blossom Ending» #1 «Yeosu Night Sea» #5 «First Love» #6 «Loneliness Amplifier» #8 «Ideal Type» #9 «The Flowers» #10                                                                                              | 21 квітня 2012                | [ 27 ]        |
| 5    | Seventeen     | 6 пісень  | «Don't Wanna Cry» #1 «Habit» #2 «Swimming Fool» #3 «Crazy in Love» #4 «IF I» #5 «MY I» #6 | 4 червня 2017                 | [ 28 ]        |
| 5    | Wanna One     | 6 пісень  | «Boomerang» #1 «I Promise You (I.P.U.)» #4 «Gold» #7 «I'll Remember» #8 «Day by Day» #9 «I Promise You (Propose Ver.)» #10                                                                                               | 7 квітня 2018                 | [ 29 ]        |
| 5    | IU            | 6 пісень  | «Lilac» #1 «Celebrity» #3 «Coin» #5 «Hi Spring Bye» #8 «Hold My Hand» #9 «Flu» #10 | 24 квітня 2021                | [ 30 ]        |

## Досягнення за піснями

### Дебюти номер один
| Пісня                        | Артист                            | Дата              | Прим.       |
| (2011–2014)                  | (2011–2014)                       | (2011–2014)       | (2011–2014) |
| ---------------------------- | --------------------------------- | ----------------- | ----------- |
| «Era of Love»                | Лі Син Ґі                         | 29 жовтня 2011    | [ 31 ]      |
| «The Boys»                   | Girls' Generation                 | 5 листопада 2011  | [ 32 ]      |
| «I Miss You»                 | Noel                              | 12 листопада 2011 | [ 33 ]      |
| «Blue»                       | Big Bang                          | 10 березня 2012   | [ 34 ]      |
| «Cherry Blossom Ending»      | Busker Busker                     | 14 квітня 2012    | [ 35 ]      |
| «Alone»                      | Sistar                            | 28 квітня 2012    | [ 36 ]      |
| «Every End of the Day»       | IU                                | 26 травня 2012    | [ 37 ]      |
| «If You Really Love Me»      | Busker Busker                     | 7 липня 2012      | [ 38 ]      |
| «Loving U»                   | Sistar                            | 14 липня 2012     | [ 39 ]      |
| «I Love You»                 | 2NE1                              | 21 липня 2012     | [ 40 ]      |
| «Memory of the Wind»         | Naul                              | 6 жовтня 2012     | [ 41 ]      |
| «Return»                     | Лі Син Ґі                         | 8 грудня 2012     | [ 42 ]      |
| «Gone Not Around Any Longer» | Sistar19                          | 16 лютого 2013    | [ 43 ]      |
| «Snow Flower»                | Gummy                             | 16 березня 2013   | [ 44 ]      |
| «And One»                    | Тейон                             | 30 березня 2013   | [ 45 ]      |
| «Rose»                       | Lee Hi                            | 13 квітня 2013    | [ 46 ]      |
| «Love Blossom»               | K.Will                            | 20 квітня 2013    | [ 47 ]      |
| «Gentleman»                  | Psy                               | 27 квітня 2013    | [ 48 ]      |
| «Will You Be Alright?»       | BEAST                             | 15 червня 2013    | [ 49 ]      |
| «Missing You Today»          | Davichi                           | 20 червня 2013    | [ 50 ]      |
| «Crazy of You»               | Hyolyn                            | 7 вересня 2013    | [ 51 ]      |
| «Touch Love»                 | Юн Мі Ре                          | 14 вересня 2013   | [ 52 ]      |
| «Love, At First»             | Busker Busker                     | 12 жовтня 2013    | [ 53 ]      |
| «Break Up Dinner»            | San E за участю Sanchez з Phantom | 7 грудня 2013     | [ 54 ]      |
| «One Way Love»               | Hyolyn                            | 14 грудня 2013    | [ 55 ]      |
| «Winter Confession»          | Сон Ші Кьон                       | 28 грудня 2013    | [ 56 ]      |
| «Friday»                     | IU                                | 4 січня 2014      | [ 57 ]      |
| «Wind That Blows»            | MC The Max                        | 18 січня 2014     | [ 58 ]      |
| «Like a Star»                | K.Will                            | 25 січня 2014     | [ 59 ]      |
| «Some Occasional Showers»    | Gary за участю Crush              | 1 лютого 2014     | [ 60 ]      |
| «Goodbye»                    | Hyolyn                            | 8 лютого 2014     | [ 61 ]      |
| «During That Meet Your»      | Лі Сон Хі                         | 12 квітня 2014    | [ 62 ]      |
| «Umbrella»                   | Юнха                              | 9 липня 2014      | [ 63 ]      |
| «Break Up To Make Up»        | Хо Ґак та Чон Ин Джі              | 16 липня 2014     | [ 64 ]      |
| (2017–2022)                  |                                   |                   |             |
| «Heart Shaker»               | Twice                             | 24 грудня 2017    | [ 66 ]      |
| «Universe»                   | Exo                               | 6 січня 2018      | [ 67 ]      |
| «Sound of Winter»            | Пак Хьо Шін                       | 13 січня 2018     | [ 68 ]      |
| «Boomerang»                  | Wanna One                         | 7 квітня 2018     | [ 69 ]      |
| «What Is Love?»              | Twice                             | 28 квітня 2018    | [ 70 ]      |
| «Dance the Night Away»       | Twice                             | 21 липня 2018     | [ 71 ]      |
| «Soulmate»                   | Зіко за участю IU                 | 11 серпня 2018    | [ 72 ]      |
| «Power Up»                   | Red Velvet                        | 18 січня 2018     | [ 73 ]      |
| «Idol»                       | BTS                               | 1 вересня 2018    | [ 13 ]      |
| «Lullaby»                    | Got7                              | 29 вересня 2018   | [ 74 ]      |
| «Tempo»                      | Exo                               | 10 листопада 2018 | [ 75 ]      |
| «Solo»                       | Дженні                            | 24 вересня 2018   | [ 76 ]      |
| «Spring Breeze»              | Wanna One                         | 1 грудня 2018     | [ 16 ]      |
| «Love Shot»                  | Exo                               | 22 грудня 2018    | [ 77 ]      |
| «Home»                       | Seventeen                         | 2 грудня 2019     | [ 78 ]      |
| «Lovedrunk»                  | Epik High за участю IU            | 23 березня 2019   | [ 79 ]      |
| «Four Seasons»               | Тейон                             | 6 квітня 2019     | [ 80 ]      |
| «Boy with Luv»               | BTS за участю Холзі               | 20 квітня 2019    | [ 81 ]      |
| «UN Village»                 | Бекхьон                           | 13 липня 2019     | [ 82 ]      |
| «What a Life»                | Exo-SC                            | 27 липня 2019     | [ 83 ]      |
| «Umpah Umpah»                | Red Velvet                        | 24 грудня 2019    | [ 84 ]      |
| «Feel Special»               | Twice                             | 28 вересня 2019   | [ 85 ]      |
| «Any Song»                   | Зіко                              | 18 січня 2020     | [ 86 ]      |
| «Celebrity»                  | IU                                | 6 лютого 2021     | [ 87 ]      |
| «Lilac»                      | IU                                | 10 квітня 2021    | [ 88 ]      |
| «Butter»                     | BTS                               | 5 червня 2021     | [ 89 ]      |
| «Foolish Love»               | M.O.M                             | 10 липня 2021     | [ 90 ]      |
| «Permission to Dance»        | BTS                               | 24 липня 2021     | [ 91 ]      |
| «Ganadara»                   | Джей Пак за участю IU             | 26 березня 2022   | [ 92 ]      |

### Пісні з найбільшою кількістю тижнів на першому місці
| Ранг | Пісня            | Артист                                | Кількість тижнів | Рік       | Прим.   |
| ---- | ---------------- | ------------------------------------- | ---------------- | --------- | ------- |
| 1    | «Dynamite»       | BTS                                   | 22               | 2020–2021 | [ 93 ]  |
| 2    | «Merry-Go-Round» | Sokodomo за участю Zion.T та Wonstein | 12               | 2021–2022 | [ 94 ]  |
| 3    | «Traffic Light»  | Лі Му Джін                            | 8                | 2021      | [ 95 ]  |
| 4th  | «Boy with Luv»   | BTS за участю Холзі                   | 7                | 2019      | [ 96 ]  |
| 4th  | «Celebrity»      | IU                                    | 7                | 2021      | [ 97 ]  |
| 5    | «Return»         | Лі Син Ґі                             | 6                | 2012–2013 | [ 98 ]  |
| 5    | «Some»           | Сою x Чонґіґо                         | 6                | 2014      | [ 99 ]  |
| 5    | «Love Scenario»  | iKon                                  | 6                | 2018      | [ 100 ] |
| 5    | «Any Song»       | Зіко                                  | 6                | 2020      | [ 101 ] |
| 5    | «Eight»          | IU за участю Шуґи                     | 6                | 2020      | [ 102 ] |
| 5    | «Rollin'»        | Brave Girls                           | 6                | 2021      | [ 103 ] |

### Пісні з найбільшою кількістю тижнів в першій десятці
| Ранг | Пісня                         | Артист        | Кількість тижнів | Рік       |
| ---- | ----------------------------- | ------------- | ---------------- | --------- |
| 1    | «Gangnam Style»               | Psy           | 14               | 2012      |
| 2    | «Some»                        | Сою x Чонґіґо | 13               | 2014      |
| 3    | «Loving U»                    | Sistar        | 10               | 2012      |
| 3    | «Return»                      | Лі Син Ґі     | 10               | 2012–2013 |
| 4    | «I Miss You»                  | Noel          | 9                | 2011–2012 |
| 4    | «Cry Cry»                     | T-ara         | 9                | 2011–2012 |
| 4    | «You & I»                     | IU            | 9                | 2011–2012 |
| 4    | «Trouble Maker»               | Trouble Maker | 9                | 2011–2012 |
| 4    | «Fantastic Baby»              | Big Bang      | 9                | 2012      |
| 4    | «Officially Missing You, Too» | Geeks та Сою  | 9                | 2012–2013 |
| 4    | «My Love»                     | Лі Син Чоль   | 9                | 2013      |
| 5    | «Don't Say Goodbye»           | Ulala Session | 8                | 2011      |
| 5    | «Be My Baby»                  | Wonder Girls  | 8                | 2011–2012 |
| 5    | «To Turn Back Hands of Time»  | Lyn           | 8                | 2012      |
| 5    | «Alone»                       | Sistar        | 8                | 2012      |
| 5    | «My Love»                     | Лі Чон Хьон   | 8                | 2012      |
| 5    | «Turtle»                      | Davichi       | 8                | 2013      |
| 5    | «What's Your Name?»           | 4Minute       | 8                | 2013      |
| 5    | «Touch Love»                  | Юн Мі Ре      | 8                | 2013      |

## Підсумки за роками
| Ранг | Пісня                        | Артист                  |      |
| 2012 | 2012                         | 2012                    | 2012 |
| ---- | ---------------------------- | ----------------------- | ---- |
| 1    | «Gangnam Style»              | Psy                     |      |
| 2    | «To Turn Back Hands of Time» | Lyn                     |      |
| 3    | «Loving U»                   | Sistar                  |      |
| 4    | «Lovey-Dovey»                | T-ara                   |      |
| 5    | «Alone»                      | Sistar                  |      |
| 6    | «My Love»                    | Лі Чон Хьон             |      |
| 7    | «Cherry Blossom Ending»      | Busker Busker           |      |
| 8    | «All for You»                | Со Ін Ґук та Чон Ин Джі |      |
| 9    | «Fantastic Baby»             | Big Bang                |      |
| 10   | «I Love You»                 | 2NE1                    |      |
| 2013 |                              |                         |      |
| 1    | «Gone Not Around Any Longer» | Sistar19                |      |
| 2    | «Bounce»                     | Чо Йон Піль             |      |
| 3    | «My Love»                    | Лі Син Чоль             |      |
| 4    | «Shower Of Tears»            | Baechigi за участю Ейлі |      |
| 5    | «Turtle»                     | Davichi                 |      |
| 6    | «What's Your Name?»          | 4minute                 |      |
| 7    | «Bom Bom Bom»                | Roy Kim                 |      |
| 8    | «Give It To Me»              | Sistar                  |      |
| 9    | «Bar Bar Bar»                | Crayon Pop              |      |
| 10   | «Monodrama»                  | Хо Ґак з Ю Син У        |      |

Джерело:

## Нотатки
1. 1 2  Пісні перелічені від найстаріших до найновіших.
2. 1 2  Останнє записане оновлення чарту, опубліковане US Billboard, датовано випуском від 21 червня 2014 року[5].  Billboard Korea опублікував ще два випуски хіт-параду після цієї дати, а потім припинив. Останні дві пісні в списку за 2014 рік є дебютами номер один у цих двох останніх випусках.
3. ↑  Billboard відновив рейтинг K-pop Hot 100 у 2017 році з випуском від 30 грудня, але позначив усі 100 пісень у рейтингу як «Нові»[65], ймовірно, вказуючи на перезапуск чарту, а не на 100 дебютів, оскільки багато перерахованих пісень були випущені та попали в інші чарти до цієї дати. Щоб уникнути можливої плутанини, натомість для дебюту «Heart Shaker» використовується номер чарту Billboard Korea.